# Alexandre Lippmann
Alexandre Lippmann   (17è districte de París, 11 de juny de 1881 - 8è districte de París, 23 de febrer de 1960) fou un tirador d'esgrima francès, guanyador de cinc medalles olímpiques.

## Biografia
Va néixer l'11 de juny de 1881 a la ciutat de París, capital de França. Fou net de l'escriptor Alexandre Dumas (fill). El seu pare era jueu. Va morir el 23 de febrer de 1960 a la seva residència de París.

## Carrera esportiva
Va participar, als 26 anys, en els Jocs Olímpics d'Estiu de 1908 celebrats a Londres (Regne Unit), on va aconseguir guanyar la medalla d'or en la prova per equips d'espasa i la medalla de plata en la prova individual. Absent en els Jocs Olímpics d'estiu de 1912 realitzats a Estocolm (Suècia) i després del parèntesi de la Primera Guerra Mundial, en els Jocs Olímpics d'Estiu de 1920 realitzats a Anvers (Bèlgica) aconseguí guanyar una nova medalla de plata en la prova individual així com una medalla de bronze en la prova per equips. Finalment als Jocs Olímpics d'Estiu de 1924 realitzats a París aconseguí guanyar una nova medalla d'or en la prova per equips.
El 1984 fou inclòs al Saló de la Fama de l'Esport Internacional Jueu.